# Karl Del'Haye
Karl (Kalle) Del'Haye (Aachen, 18 de agosto de 1955) é um ex-futebolista profissional alemão que atuava como meia.

## Carreira
Karl Del'Haye fez parte do elenco da Seleção Alemã de Futebol, da Euro de 1980.

## Títulos
- Euro 1980